# 이마키 다쓰코
이마키 타츠코(일본어: 今城 媋子 いまき たつこ[*], 1809년 11월 24일 (분카 6년 10월 17일) - 1875년 (메이지 8년) 6월 7일)는 닌코 천황의 텐지이다. 아버지는 곤츄나곤 이마키 사다나리이다. 초명은 토시코(敏子), 통칭 만키(満喜), 오마키(おまき), 이마산(今参) 등이 있다.

## 생애
곤츄나곤 이마키 사다나리의 딸로 태어났다. 1823년 (분세이 6년)부터 닌코 천황의 후궁에서 일을 하기 시작해, 나이시노죠가 되었다. 1832년 (덴포 3년)에 5황자 조잣코인노미야 (常寂光院宮)를 낳았지만 요절했다. 1846년 (고카 3년) 천황의 사후, 머리칼을 자르고 코쥬인 (孝順院)이라 칭했다. 1854년 (가에이 7년), 하인이 실수로 낸 불로 다이리가 연소된 것에 책임을 지고 두문불출하게 되었다.
1875년 (메이지 8년) 6월 7일, 67세의 나이로 사망했다. 묘소는 교토부 교토시의 산포지이다.